# Majdevo (Leposavić)
Pour l’article homonyme, voir Majdevo.
Majdevo en serbe latin et Majdevë en albanais (en serbe cyrillique : Мајдево) est une localité du Kosovo située dans la commune/municipalité de Leposavić/Leposaviq, district de Mitrovicë/Kosovska Mitrovica. Selon des estimations de 2009 comptabilisées pour le recensement kosovar de 2011, elle compte 8 habitants, dont une majorité de Serbes.

## Géographie
Majdevo/Majdevë est situé à 5 km au nord de Leposavić/Leposaviq, sur la rive gauche de la rivière Tvrđanska reka, un affluent droit de l'Ibar, et sur les pentes sud-ouest des monts Kopaonik. Le village fait partie de la communauté locale de Leposavić/Leposaviq.

## Démographie

### Évolution historique de la population dans la localité
| 1948 | 1953 | 1961 | 1971 | 1981 | 1991 | 2009 |
| ---- | ---- | ---- | ---- | ---- | ---- | ---- |
| 125  | 139  | 146  | 100  | 73   | 48   | 8    |

|  |